# Reliéf se scénou Dvanáctiletý Ježíš v chrámu (Kunvald)
Pískovcový reliéf se ztvárněním scény Dvanáctiletého Ježíše v chrámu se nalézá od roku 1801 v centru městyse Kunvald nedaleko od kostela svatého Jiří v okrese Ústí nad Orlicí. Sousoší pochází z kamenické dílny žambereckého sochaře Alexia Cyriaka. Sousoší je od roku 1958 chráněno jako nemovitá kulturní památka ČR.

## Popis
V centru městyse Kunvald stojí vedle domu čp. 12 pod dvěma vzrostlými lipami v malé ozdobné čtvercové kovové mříži na nízkém hranolovém podstavci s vypouklým čelem pilíř ozdobený po stranách volutami ozdobenými rostlinnými motivy. Vypouklá čelní strana pilíře je zdobena reliéfy svatého Zachariáše a svaté Alžběty, pod kterými je vytesán ozdobný rámec s nápisem: „SIT/NOMEN/DOMINI/BENEDICTUM/“. Pilíř je nahoře zakončen vzhůru obloukovitě vzepjatou římsou, ze které vyčnívá zbytek kovového trnu, na kterém bývala zavěšena lucerna.
Na této římse stojí na nízkém podstavci další pilíř, rovněž ozdobený po stranách volutami s drobnými květinovými ornamenty. Pilíř je zakončen nahoře půlkruhovitě vzepjatou římsou, na které jsou na vrcholku dvě okřídlené hlavičky andílků a na každé straně je jedna okřídlená hlavička. 
Čelní strana tohoto pilíře je ozdobena hlubokým reliéfem malého Ježíše, kterého drží za ruce Panna Marie a svatá Anna, za nimi stojí svatý Jáchym a svatý Josef. Nad nimi se vznáší v oblaku Bůh Otec a pod ním Duch svatý v podobě holubice obklopené zlacenou svatozáří.
Na zadní hladké stěně tohoto pilíře se nalézají dva nápisy: „Obnoveno léta páně 1861“ a „TATO/STATUE WYSTAWENA/A POSWIECENA GEST DNE/DRVNIHO LISTOPADV/ZA CZASU WELEBNÉHO/PANA FRANTISSKA/ZDOBNICZKEHO PRWNIHO/FARARZE CISARZSKEHO/A GEHO PANA COOPERATORA/RZEHORE KOSTKI RADU/S.BENEDIKTA S KLASSTERA/EMAUS Z NOWIHO MNIESTA/PRAHI/Z NAKLADU IOZEFA/FRIZE A MANZELKI IEHO/ANNI MARIEPOSTAVENA/LETA PANĚ 1801“.
Sousoší prošlo v roce 2008 celkovou renovací.

## Galerie

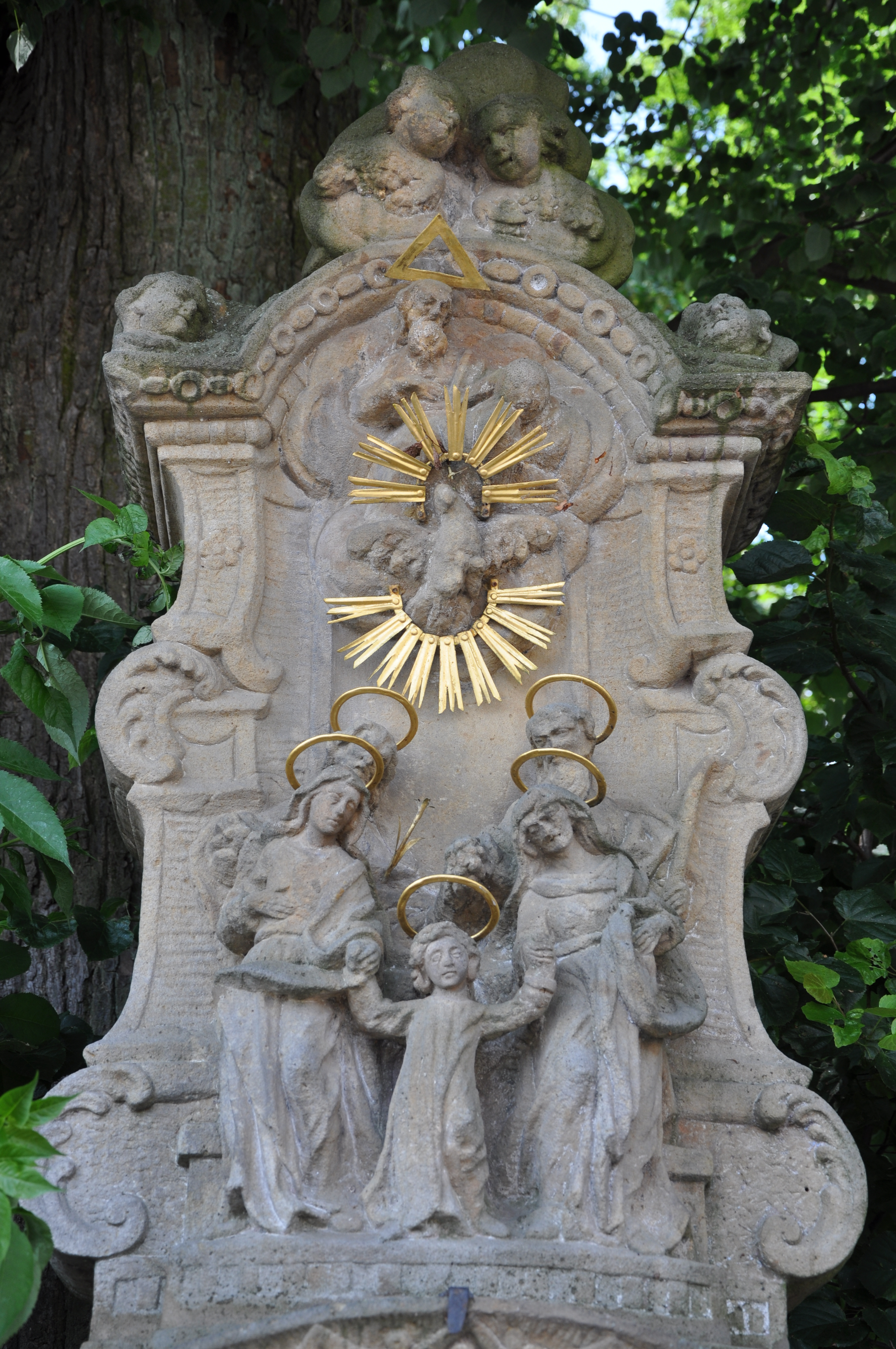
detail sousoší